# York (Dakota du Nord)
Pour les articles homonymes, voir York (homonymie).
La ville de York est située dans le comté de Benson, dans l’État du Dakota du Nord, aux États-Unis. Lors du recensement de 2010, sa population s’élevait à 23 habitants.

## Histoire
York a été fondée en 1887.

## Démographie
| Groupe            | York | Dakota du Nord | États-Unis |
| ----------------- | ---- | -------------- | ---------- |
| Blancs            | 87,0 | 90,0           | 72,4       |
| Métis             | 13,0 | 1,8            | 2,9        |
| Autres            | 0    | 8,2            | 24,7       |
| Total             | 100  | 100            | 100        |
|                   |      |                |            |
| Latino-Américains | 0    | 2,0            | 16,7       |

Selon l'American Community Survey, pour la période 2011-2015, 100 % de la population âgée de plus de 5 ans déclare parler l'anglais à la maison.
| 1960 | 1970 | 1980 | 1990 | 2000 | 2010 |
| ---- | ---- | ---- | ---- | ---- | ---- |
| 148  | 102  | 69   | 35   | 26   | 23   |